# 裴植 (摄影家)
裴植（1918年—），曾用名北丁，男，原籍山西运城，生于北京，中国摄影活动家、摄影家，曾任中国摄影家协会常务理事。